# Kanata

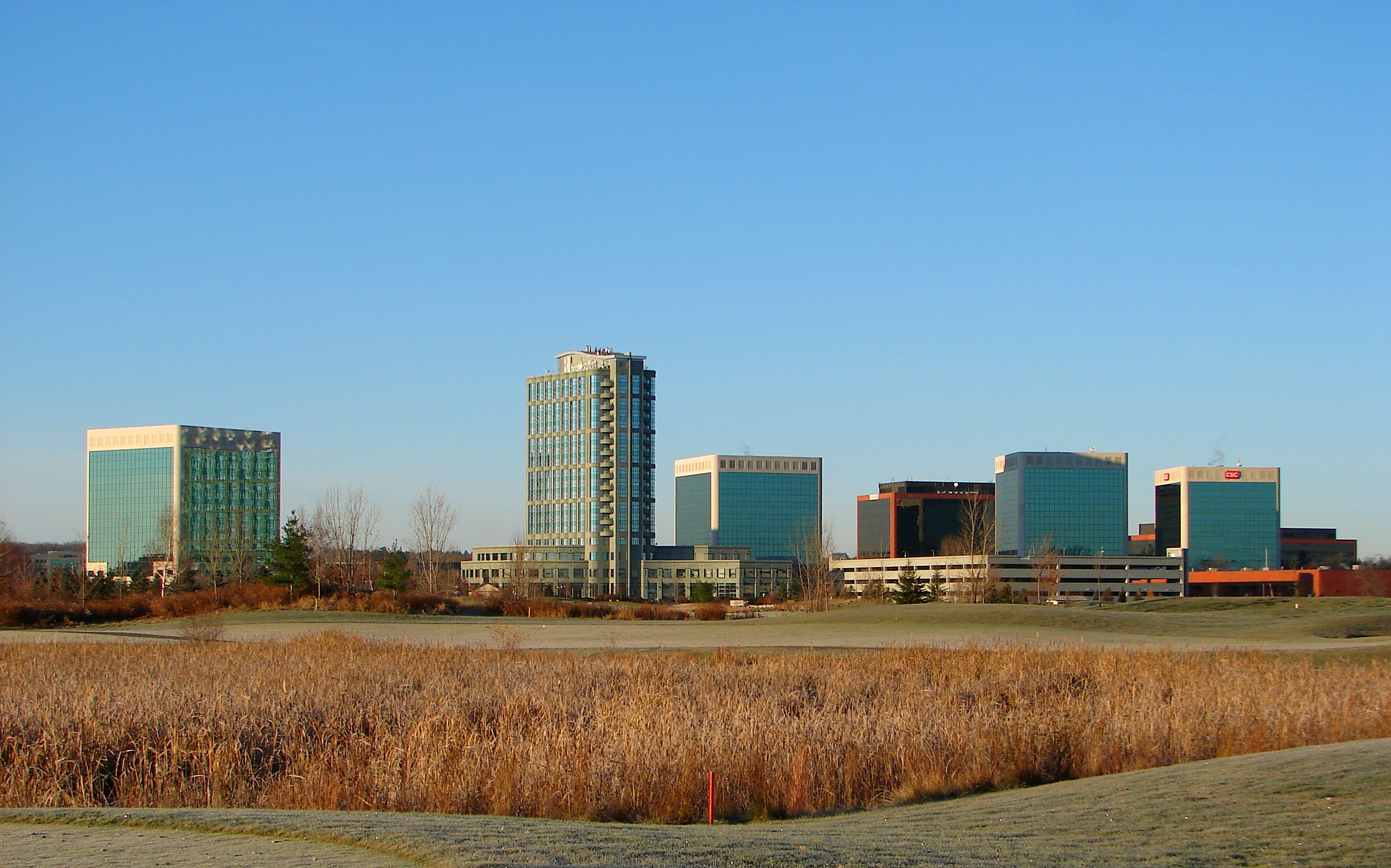
Panorama de Kanata.

Kanata era un suburbio al oeste de Ottawa, Ontario, Canadá hasta que fue absorbida por Ottawa en 2001 para formar parte de la nueva ciudad de Ottawa. Antes de la fusión en 2001, la población de Kanata era de 59.700 habitantes. La población estimada 2005 es de alrededor de 72.000.

## Situación
Kanata está situada cerca de 22 km (14 millas) al oesudoeste del centro de la ciudad de Ottawa a lo largo de la Autopista 417 (Ontario).
Latitud de 45° 18" Norte y Longitud de 75° 55" Oeste, y una superficie de 139 km². Es parte del Valle de Ottawa.

## Edificios e instituciones importantes

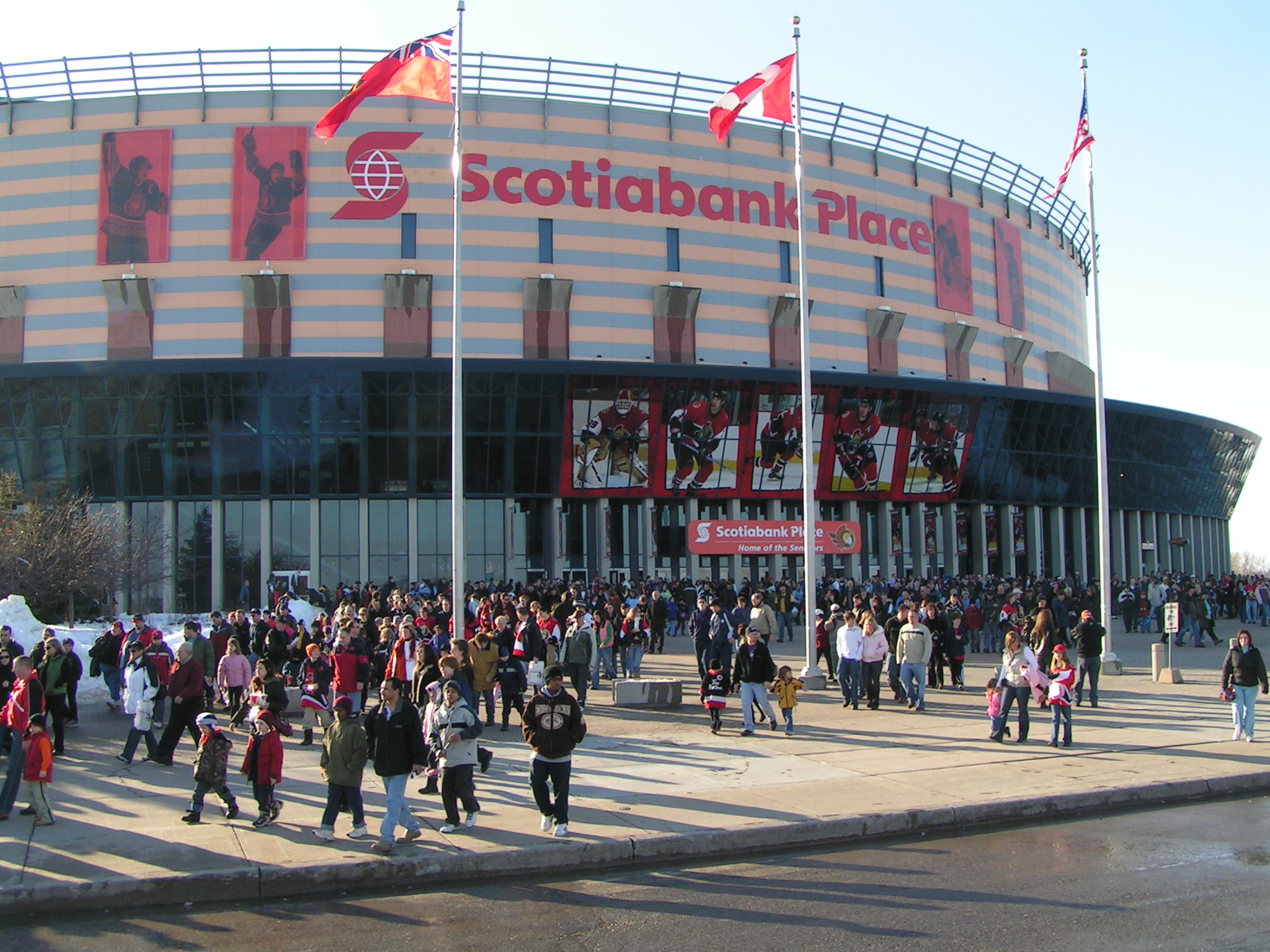
Scotiabank Place.

Kanata es la sede del Scotiabank Place, estadio de los Ottawa Senators de la Liga de Hockey Nacional y en el que se celebran conciertos multitudinarios. El edificio era conocido anteriormente como The Corel Centre y aún antes como The Palladium.
Kanata alberga el tercer mayor centro comercial de Ottawa, el Kanata Centrum que está situado en Terry Fox Drive.

## Industrias principales
En Kanata radican muchas de los mayores empleadores de alta tecnología de Ottawa, tales como Alcatel, Cisco Systems, Inc., HP, Dell Canada, March Networks, Ubiquity Software, Norpak, Mitel y la desaparecidaNortel. Las concentraciones de industria de alta tecnología a lo largo de la March Road, en el Parque de Negocios del Norte de Kanata, y a lo largo de Eagleson Road, en el Parque de Negocios del Sur de Kanata

## Deportes
Kanata alberga un equipo de deportes profesional, el Ottawa Senators de la Liga Nacional de Hockey. Tiene varias asociaciones deportivas con actividades continuadas, siendo los más destacados los grandes clubs de golf (uno de ellos justo en medio de la ciudad), el club marítimo y el club ciclista.

## Educación
Las más importantes instalaciones educativas en Kanata son:

### Escuelas primarias
Holy Redeemer Catholic School, St Martins de Porres, W.O. Mitchell, George Vanier, Castlefrank Elementary, Glen Cairn Public School, John Young Elementary, Katimavik Elementary School, Roland Michener Public School, St Isidore Catholic School, St James Catholic School, Stephen Leacock Public School, Erskine Johnston, École Roger-Saint-Denis, Katimavik, École Élizabeth-Bruyère, Bridlewood, Holy Spirit.

### Escuelas secundarias
Holy Trinity Catholic High School, Earl of March Secondary School, A.Y Jackson High School y All Saints Catholic High School.

## Historia
Kanata se constituyó como ciudad en 1978, formado por la March Township (ciudadanía), y partes de las Township de Goulbourn y de Nepean (posteriormente Ciudad de Nepean).
Kanata tiene un emplazamiento histórico, el Pinhey's Point.
DEC fue una de las compañías de tecnología pioneras en Kanata. El campus de la DEC ha sido sucesivamente Digital, Compaq, y ahora HP.

## Datos demográficos
De acuerdo con el censo de Canadá de 2001:
- Población: 58.636 habitantes
- % Variación (1996–2001): 22,4
- Viviendas: 19.517
- Superficie (km²): 132,21
- Densidad (personas por km²): 443,5

### Historial de población
(sólo área urbana)
- 1971 – 7.000
- 1976 – 12.000
- 1981 – 18.000
- 1986 – 26.000
- 1991 – 35.000
- 1996 – 46.000
- 2001 – 56.000